# Den lille gris flyver
Den lille gris flyver er en dansk tegnefilm med instruktion og manuskript af Alicia Jaworski.

## Handling
En lille finurlig tegnefilm for de helt små børn om en gris, der flyver.